# Przełom Pełcznicy

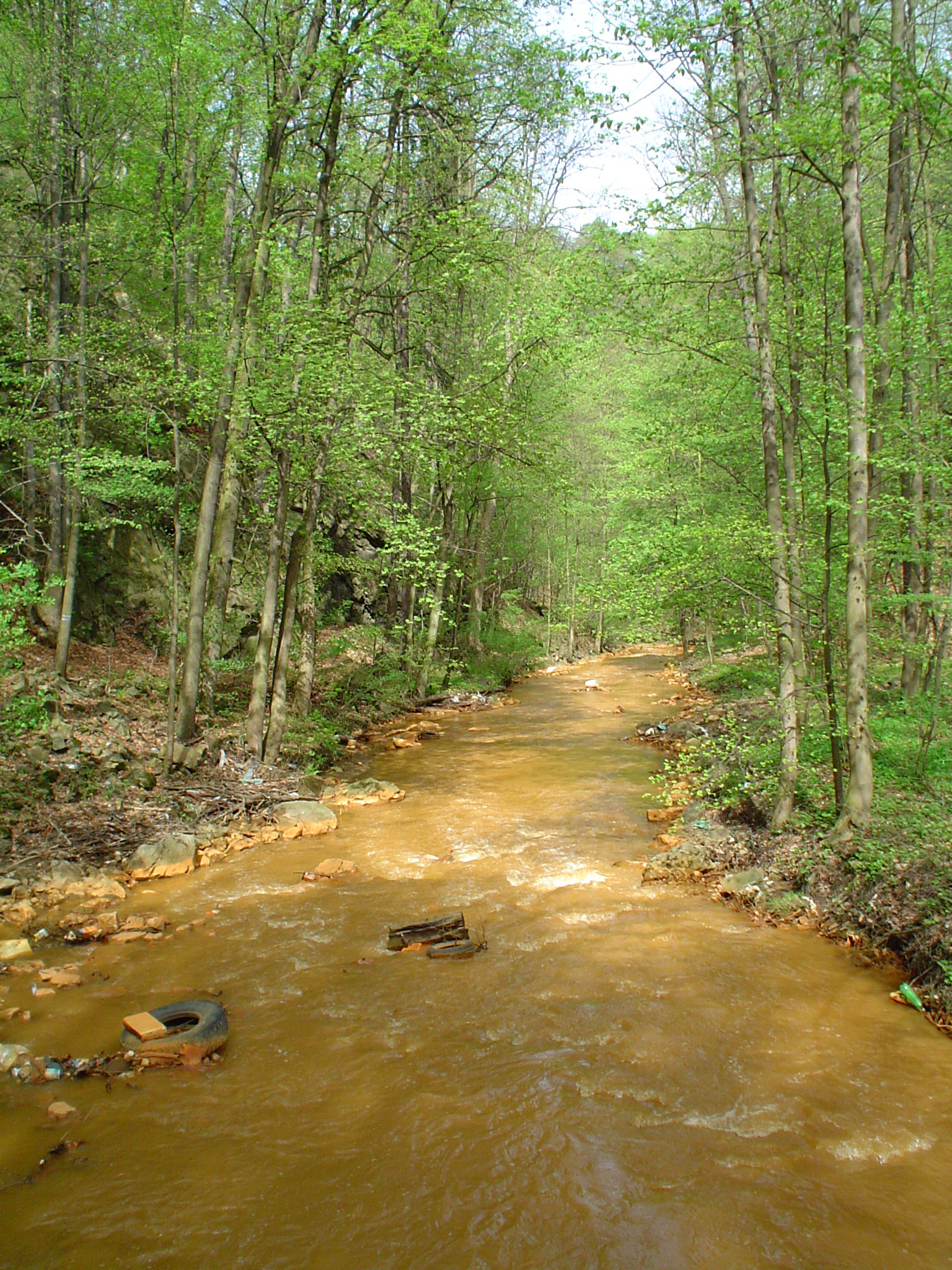
Pełcznica w przełomie pod Książem

Przełom Pełcznicy – głęboki wąwóz wyrzeźbiony częściowo przez rzekę Pełcznicę. Rozpoczyna się w Szczawienku (dzielnica Wałbrzycha) za mostem łączącym ul. Lelewela i Gagarina. Kończy się w Świebodzicach, w dzielnicy Pełcznica. Wchodzi w skład rezerwatu przyrody "Przełomy pod Książem".